# بين إل. زالومون
بين إل. زالومون (بالإنجليزية: Ben L. Salomon)‏ هو جراح وطبيب أسنان أمريكي، ولد في 1 سبتمبر 1914 في ميلواكي في الولايات المتحدة، وتوفي في 7 يوليو 1944 في سايبان في الولايات المتحدة بسبب إصابة بعيار ناري وجرح طعني.